# 波克伦语
波克伦语，又译普沃克伦语，又称山区克伦语、山地克伦语，是波克伦族（山区克伦族）的语言，属于藏缅语族克伦语支，有130万人使用，主要分布在缅甸克伦邦和泰国边境地区。
分为以下几种语言：
- 东波克伦语：105万人使用，分布在缅甸克伦邦、孟邦、德林达依省
- 西波克伦语：21万人使用，分布在缅甸伊洛瓦底江三角洲
- 北波克伦语：6万人使用，分布在泰国西北
- 帕波克伦语：分布在包括帕府在内的泰国北部地区